# Френкі та Джоні
Френкі та Джоні — художній фільм 1991 року.

## Сюжет
Джоні — хороший хлопець, який одного дня оступився і попав за грати. Коли Джоні вийшов на свободу, він вирішив почати нове життя і зустрів Френкі. Френкі — мила, але самотня молода жінка, якій дуже не щастить в коханні. Вона вже зневірилася знайти свого «прекрасного принца» і зустріла Джоні.